# ド・ランクザン望
ド・ランクザン 望（Nozomi de Lencquesaing、1991年9月4日 - ）は、日本の俳優。東京都出身。CAMINO REAL所属。日本人とフランス人の間に生まれたハーフである。

## 略歴
- 2003年より3年間、NHK教育『天才てれびくんMAX』にてれび戦士として出演。
- 2005年、スターダストプロモーションに所属。
- 2011年、ギグマネジメントジャパンに移籍。
- 2019年2月15日、CAMINO REALに移籍。

## 出演

### バラエティ
- 天才てれびくんMAX（2003年 - 2006年、NHK教育）- てれび戦士

### 映画
- シン・ゴジラ（2016年6月、東宝映画） - Air Force 役
- Donny the Drone（2017年12月、DUST） - ASASSIN 役
- アウトサイダー（2018年、Netflix） - Navy 役
- マスカレード・ホテル（2019年1月、東宝映画） - ランドルフ 役
- 最高の人生の見つけ方（2019年10月、東宝映画）-　スカイダイビング・インストラクター役
- 記憶にございません（2019年9月、東宝映画）- SP役
- スペシャルアクターズ（2019年10月、松竹） - レスキューマン 役
- カツベン！（2019年12月、東映）-　ウォーレス役

### テレビドラマ
- 夢を与える（2015年5月 - 6月、WOWOW） - トーマ 役
- 渋谷零丁目（2016年、フジテレビ） - 浩太 役
- 炎の転校生 REBORN（2017年11月、NETFLIX） - ニック 役
- シェフは名探偵（2021年5月31日 - 、テレビ東京） - アンリ 役
- 大河ドラマ 青天を衝け（2021年、NHK） - メルメ・カション 役
- 連続ドラマW フェンス（2023年3月19日 - 、WOWOW） - ジェイ 役[1]

### ウェブドラマ
- カメラを止めるな! スピンオフ ハリウッド大作戦!（2019年3月2日、AbemaTV） - ジョー 役（劇中劇役名：ジョン）

### 舞台
- POWER BOXX Vol.2（2007年）
- マジカルスクリーン大作戦〜キャプテン9×9の野望〜（2008年） - 望月 役
- DULL-COLORED POP 河童（2014年7月、吉祥寺シアター）
- Life pathfinder 2014 The Fate of…（2014年9月、新国立劇場）
- FESTIVAL TOKYO 春の祭典（2014年11月、芸術劇場プレイハウス）
- 天才てれびくん the STAGE〜てれび戦士REBORN〜（2020年1月23日 - 1月26日、ヒューリックホール東京 / 2020年2月1日 - 2月2日、COOL JAPAN PARK OSAKA WWホール、作：小林雄次、演出：井上テテ）） - ド・ランクザン望 役